# Nutowo
Nutowo (prononciation [nuˈtɔvɔ]) est une localité de la gmina de Łanięta, du powiat de Kutno, dans la voïvodie de Łódź, située dans le centre de la Pologne.
Elle se situe à environ 5 kilomètres au nord-est de Łanięta (siège de la gmina), 18 kilomètres au nord de Kutno (siège du powiat) et 89 kilomètres au nord de Łódź (capitale de la voïvodie).

## Administration
De 1975 à 1998, la localité était attachée administrativement à l'ancienne voïvodie de Płock.

Depuis 1999, elle fait partie de la nouvelle voïvodie de Łódź.